# Цитрон, Владимир Самуилович
Владимир (Вульф) Самуилович Цитро́н (24 июня 1913, Минск — 24 декабря 2009) — советский оператор документального кино. Заслуженный деятель искусств РСФСР (1982). Лауреат двух Сталинских премий первой степени (1946, 1951) и Государственной премии СССР (1969). 

## Биография
Родился 24 июня 1913 года в Минске. В 1933 году окончил курсы операторского искусства при Белгоскино. В 1930—1943 годах — ассистент оператора Белгоскино, Минской студии хроникально-документальных фильмов. В 1943—1988 годах — оператор ЦСДФ. В годы Великой Отечественной войны фронтовой кинооператор.
Умер 24 декабря 2009 года.

## Награды и премии
- Сталинская премия первой степени (1946) — за фильм «Возрождение Сталинграда» (1945)
- Сталинская премия первой степени (1951) — за фильм «Победа китайского народа» (1950)
- Государственная премия СССР (1969) — за фильм «Народа верные сыны» (1967)
- заслуженный деятель искусств РСФСР (1982)
- Офицер ордена возрождения Польши

## Фильмография
- 1944 — Возрождение Сталинграда [2]
- 1946 — Суд народа [3]
- 1948 — Польша (совместно с В. В. Микошей и А. Г. Сёминым)
- 1950 — Победа китайского народа
- 1951 — Советская Белоруссия (совместно с М. З. Беровым) [4]
- 1955 — Делегация японских парламентариев; Мастера индийского искусства; Миссия доброй воли; Правительственная делегация Вьетнама в СССР
- 1956 — Мастера венгерской оперетты
- 1957 — Душой исполненный полет; Люди солнечной страны; Они подружились в Москве; Путешествие вокруг Европы (совместно с М. Ф. Ошурковым)
- 1958 — С песней боевой
- 1959 — Солнце взошло над Янцзы
- 1961 — Мы видели Ленина; Они учатся в СССР; Песня и труд
- 1962 — Наша «Правда»; Так начинается утро
- 1963 — Волшебный луч (главный оператор)
- 1964 — Вильям Шекспир; Я — кинолюбитель
- 1965 — Страницы бессмертия
- 1966 — Букурия
- 1967 — Народа верные сыны (совместно с Е. П. Яцуном и С. Истоминым); Гренада, Гренада, Гренада моя (совместно с Ю. Саранцевым)
- 1968 — Я вернусь к тебе, Россия!
- 1969 — Москва, товарищу Ленину
- 1970 — Содружество
- 1971 — Мыслитель и революционер
- 1972 — Валютный кризис; Строкой «Правды»
- 1973 — Знания — народу; Москва — город науки
- 1976 — М. Шолохов
- 1982 — София. Русский бульвар; Борис Стомоняков из Стомонеци
- 1986 — Шолохов